# Гувион Сен-Сир, Лоран де
Не следует путать с генералом Карра-Сен-Сиром.
Лора́н де Гувио́н марки́з де Сен-Си́р (фр. Laurent de Gouvion-Saint-Cyr, урожденный фр. Laurent Gouvion (Лоран Гувион); 13 апреля 1764 — 17 марта 1830) — маршал Империи (с 27 августа 1812), генерал-полковник кирасир (с 6 июля 1804 по 5 декабря 1812). Военный министр Франции (7 июля — 26 сентября 1815, 12 сентября 1817 — 19 ноября 1819).
Дворянского звания по рождению не имел (получил его от Наполеона I); его отец Жан-Батист был кожевенником, мать — прачкой.

## Биография
По образованию и первоначальному роду деятельности — художник, однако несмотря на обучение в Римской академии художеств, карьеру художника решил не продолжать. Вступил на военную службу во время революции, и быстро завоевав популярность у солдат, стал занимать выборные офицерские должности в «волонтёрских революционных батальонах» — в 1794 году имел уже звание дивизионного генерала, с отличием участвовал в революционных войнах. 
В 1801 году Сен-Сир помогает Люсьену Бонапарту в Испании как главнокомандующий французскими войсками во время Апельсиновой войны, а после отбытия Люсьена исполнял обязанности посла в Мадриде. Затем Сен-Сир сражается под командованием Мюрата в Неаполитанском королевстве. Во главе Неаполитанской армии 9 декабря 1805 года он был заменен Массеной и оставил свой пост  до прибытия последнего, что очень не понравилось Наполеону.  
В 1808 году, во время войны на Пиренейском полуострове, командовал VII корпусом.  В этом качестве Сен-Сир смог захватить форт Роз и Барселону. Однако затем, отказавшись выполнить несоответствующий реалиям приказ Бертье об одновременной осаде Жироны, Таррагоны и Тортосы, он был заменен Ожеро и снова оставил свой пост до прибытия нового командующего. Жил под домашним арестом в своем поместье до 1811 года.
В русскую кампанию 1812 года командовал VI-м корпусом (баварские войска).
17 августа 1812 после получения маршалом Удино ранения взял командование войсками в Первой битве под Полоцком, которая завершилась с неопределённым исходом, но Сен-Сир действовал против Витгенштейна весьма талантливо. 27 августа 1812 года возведён в чин маршала. 
В 1813 году он сформировал 14-й корпус, с которым оставлен был в Дрездене, когда сам Наполеон с главной армией отступил от Эльбы. 
26-27 августа 1813 года принимал участие в сражении при Дрездене. Узнав об исходе сражения под Лейпцигом, Сен-Сир пытался соединиться с войсками Даву, занимавшими Гамбург, но эта попытка ему не удалась.
11 ноября 1813 года он вынужден был сдаться генералу Булатову.
Во время военной службы часто делал блокнотные зарисовки бытовых, бивуачных сцен, иногда делал даже шаржи на генералов — противников сначала революционной, а потом бонапартистской Франции. Например известно что он нарисовал несколько шаржей на А. В. Суворова, с военным искусством которого познакомился лично, находясь в составе армии генерала Моро, разбитой при Нови (1799) в Северной Италии.
В 1815 и 1817—1819 годах был военным министром Франции. 
Похоронен на кладбище Пер-Лашез.

## Характеристика
Мемуаристы, подчас абсолютно противоречащие друг другу, единодушно отмечают за Сен—Сиром такую черту, как крайний эгоизм, доходивший до того, что он испытывал удовольствие, если узнавал о поражениях других военачальников, имевших несчастье оказаться рядом с ним во время проведения военных операций. Сам Наполеон на Святой Елене сказал о Сен—Сире: «Он не идёт в огонь, ничего не осматривает сам, даёт разбить своих товарищей...»

## Мнение Сен-Сира оБородине
Маршал Сен-Сир, анализируя Бородинское сражение, абсолютно категорично утверждал: «Зачем тратить огромные средства на элитный корпус, зачем его холить и беречь, если не для того, чтобы в подобных обстоятельствах добиться великого результата, с лихвой возместившего все те неудобства, которые создавало для остальной части
армии его формирование. Если бы Гвардия была вся брошена в бой, — добавляет он, — то нет сомнения в том,
что ведомая с твердостью и умом, которые отличали ее командиров, под взглядом своего Императора, она
совершила бы чудеса, и русская армия была бы не просто побеждена, а разбита, опрокинута, обращена в бегство и частично уничтожена, а ее остатки отброшены вглубь Империи... В такой ситуации Наполеон мог бы делать далее все, что пожелает — либо расположиться на зимних квартирах в Москве и весной развивать свой успех, либо предложить Императору Александру приемлемые условия мира...»

## Галерея

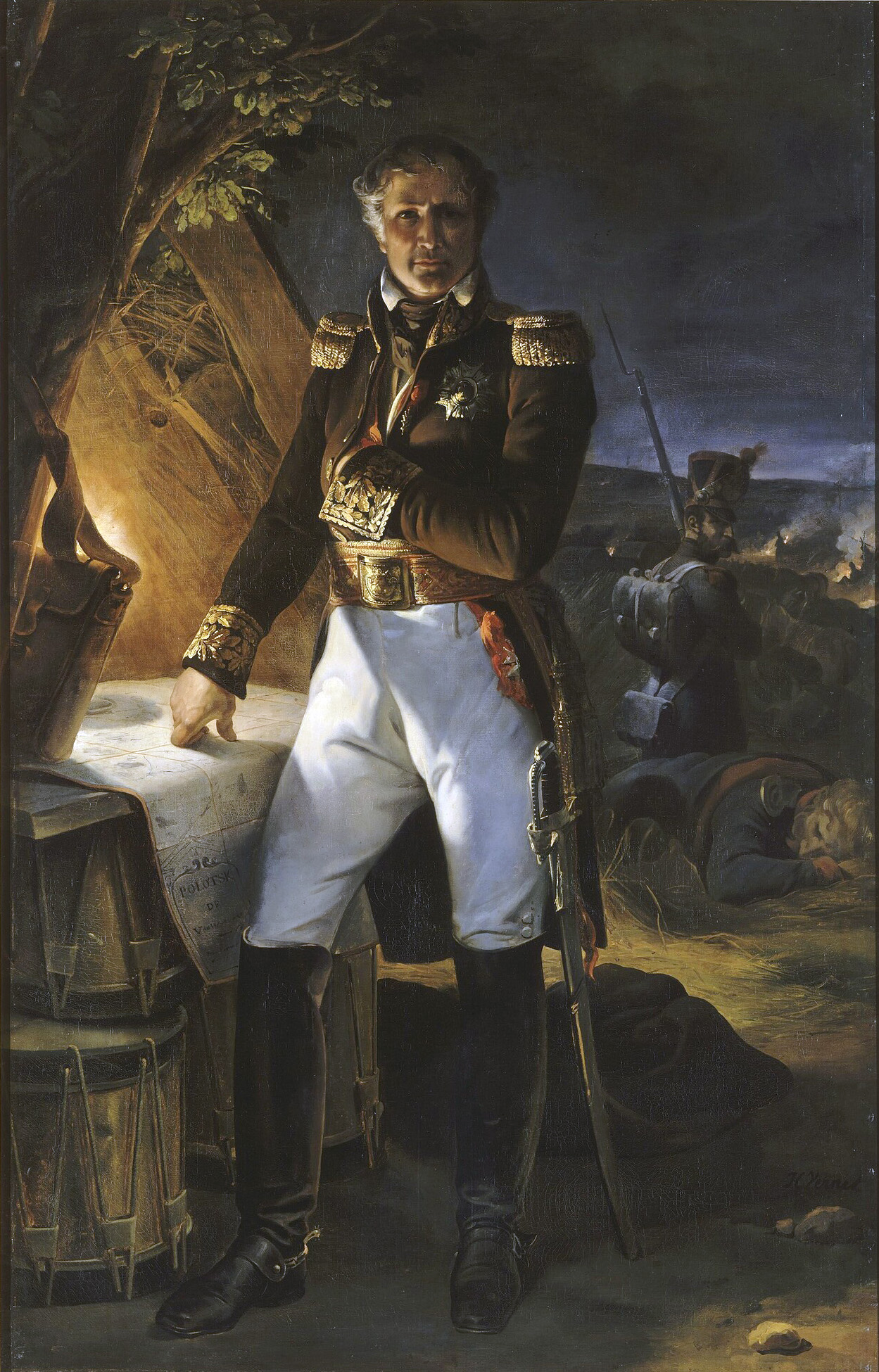
Портрет маршала Сен-Сира, художник Орас Верне (1821).
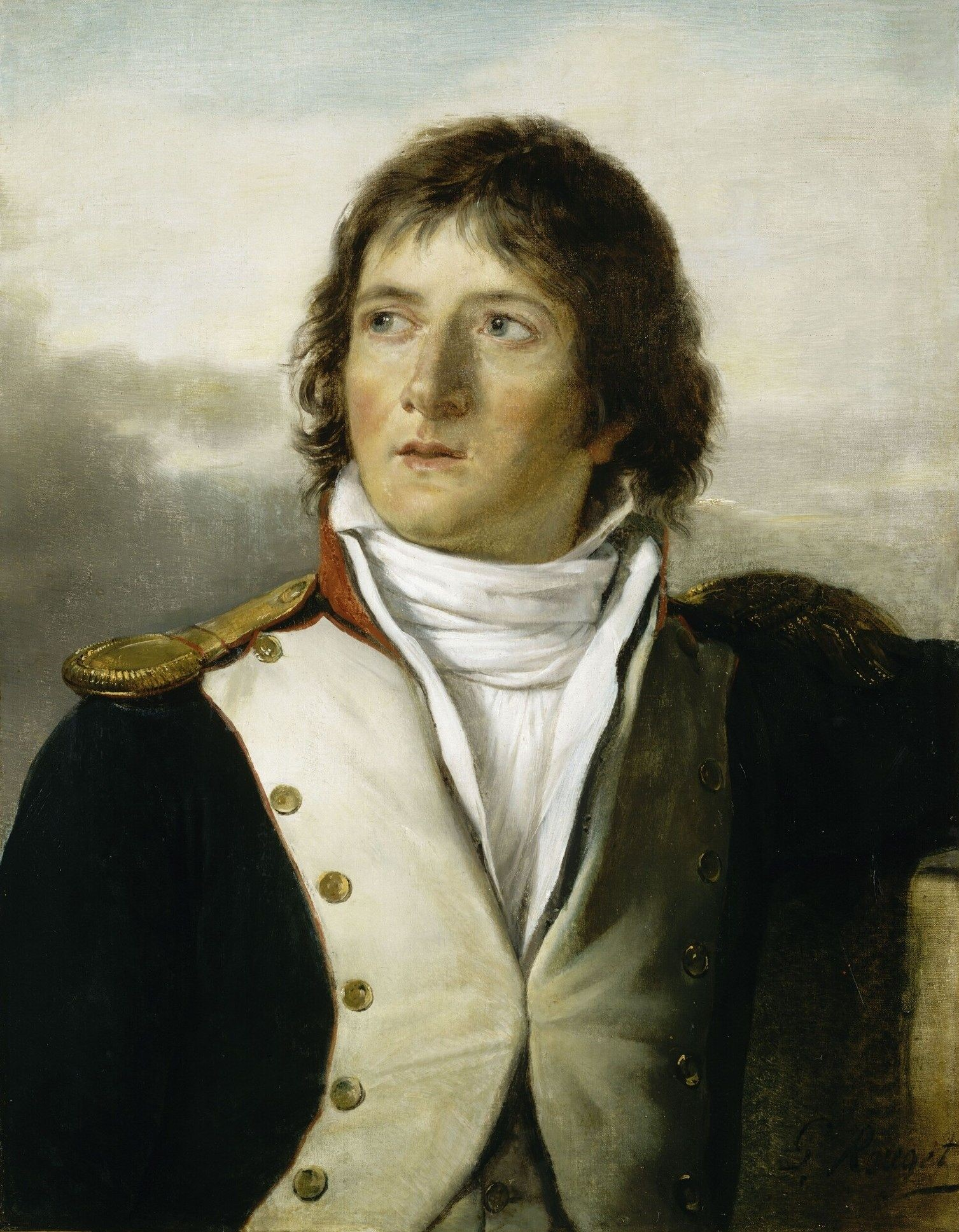
Портрет молодого Сен-Сира, художник Жорж Руже (1835).
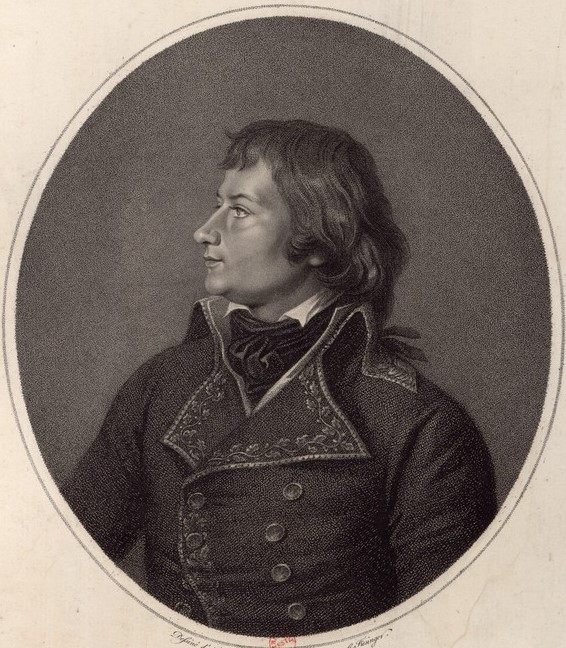
Портрет генерала Сен-Сира. Гравюра Физингера с оригинала Жана-Урбена Герена, 1801.
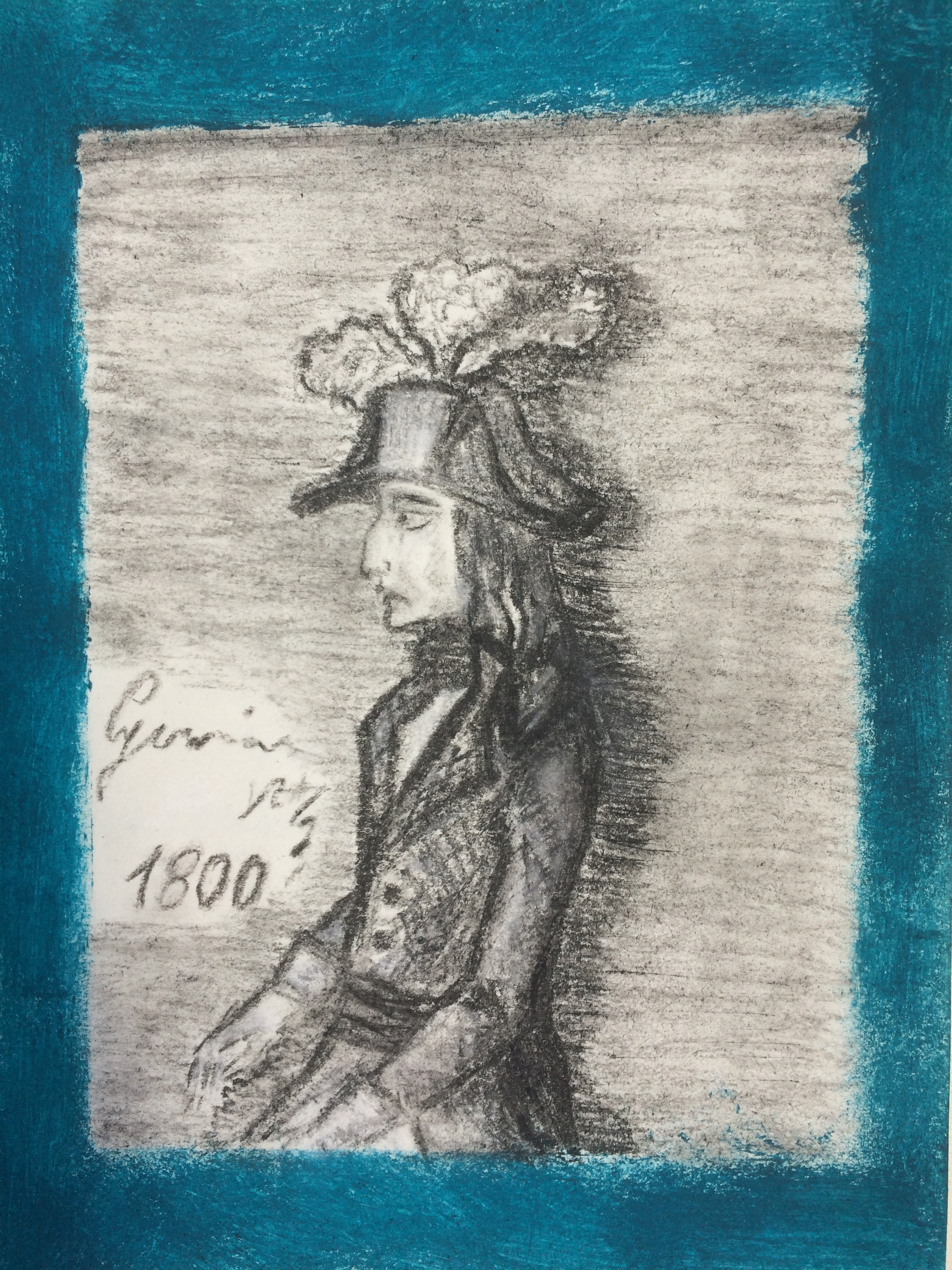
«Наполеон Бонапарт». 1800. Уголь и белый мел на бумаге. 19 x 14 см. Автор будущий маршал Лоран де Гувион Сен-Сир (Национальный архив), эксклюзивная аутентичная копия Serge Jagat.

## Титулы
- Граф Гувьон и Империи (фр. comte Gouvion et de l'Empire; декрет от 19 марта 1808 года, патент подтверждён в мае 1808 года)[3].

## Награды
- Знак Большого Орла Ордена Почётного легиона (2 февраля 1805 года)
- Великий офицер Ордена Почётного легиона (14 июня 1804 года)
- Легионер Ордена Почётного легиона (11 декабря 1803 года)
- Большой крест Ордена Святого Людовика (май 1816 года)

## Сочинения
- «Mémoires sur les campagnes des armées du Rhin et Moselle» (1829)
- «Mémoires pour servir à l’histoire militaire sous le Directoire, le Consulat et l’Empire» (1829—1831)
- «Matériaux pour servir a l’histoire de la guerre d’Espagne» (1821).